# Sarneraatal

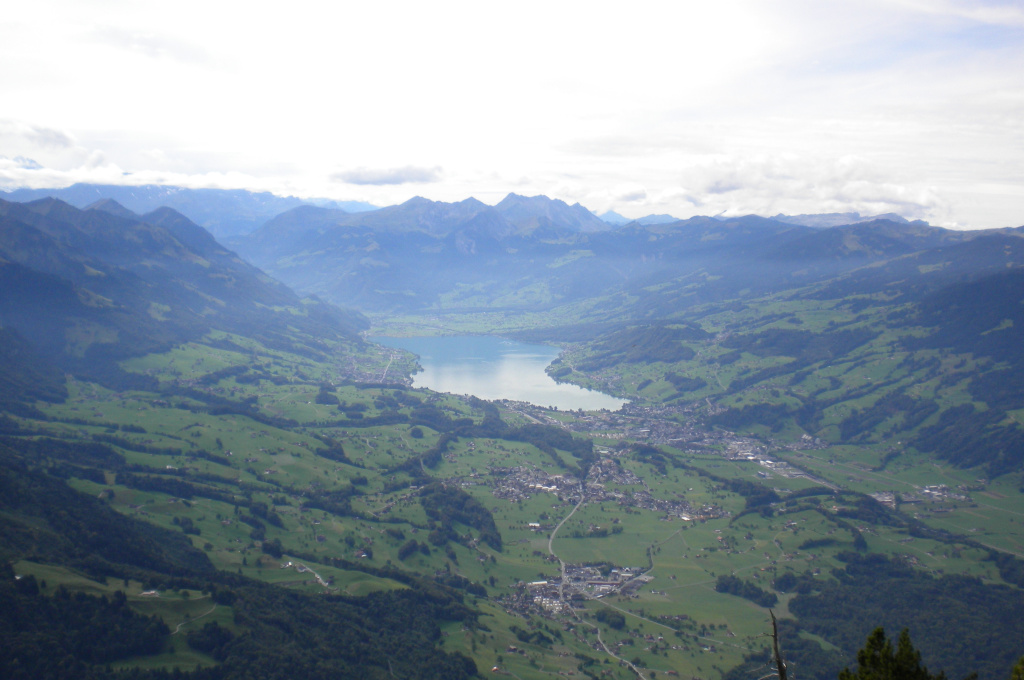
Sarneraatal vom Stanserhorn aus gesehen

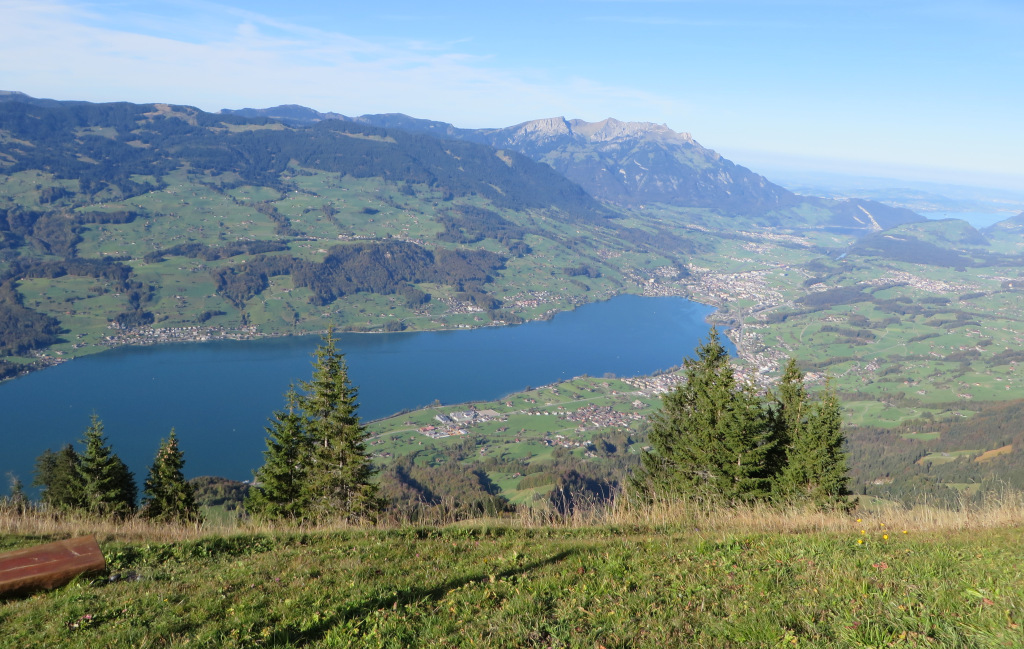
Sarneraatal vom Meisengütsch aus gesehen

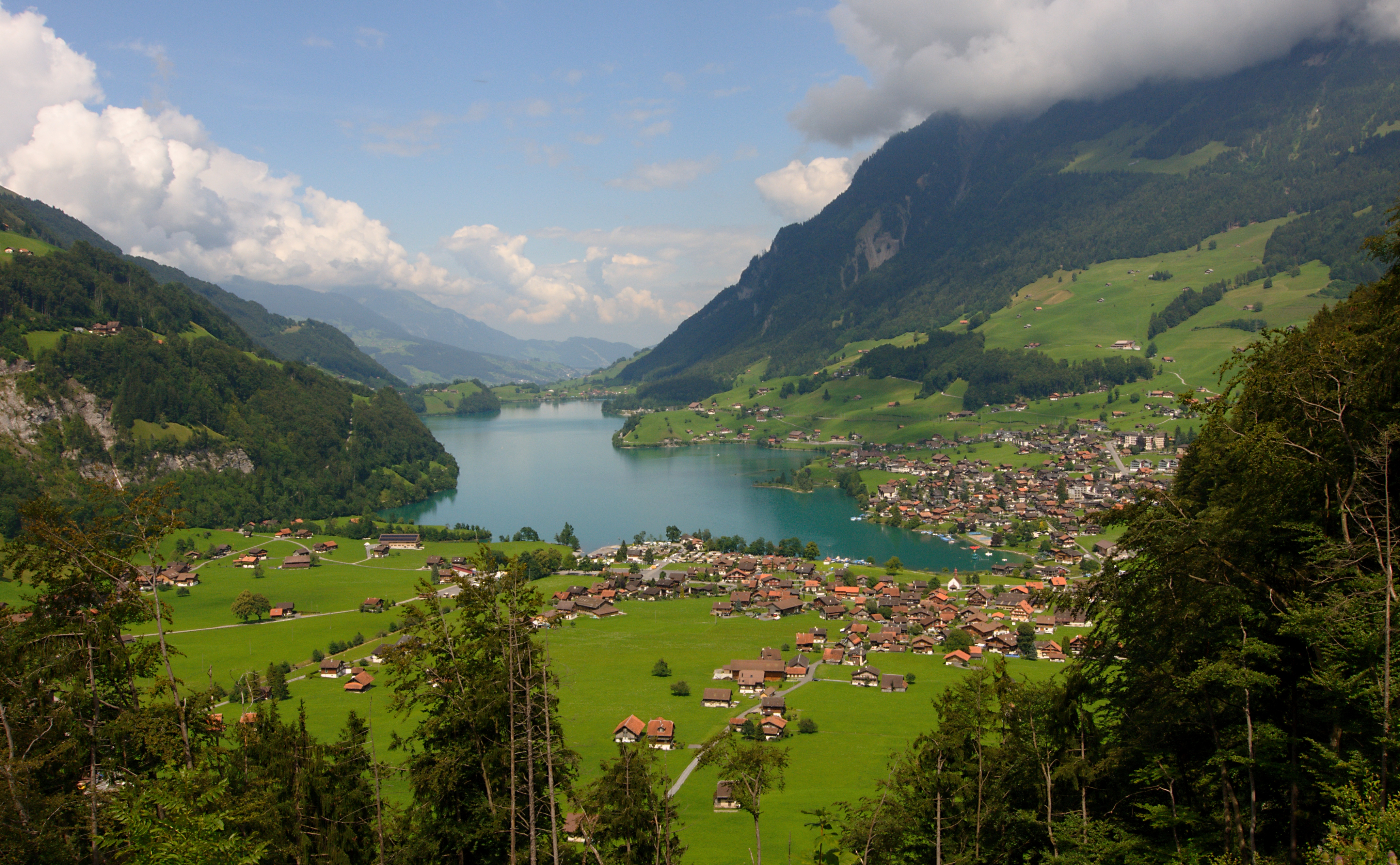
Blick in nordöstlicher Richtung über den Lungerersee

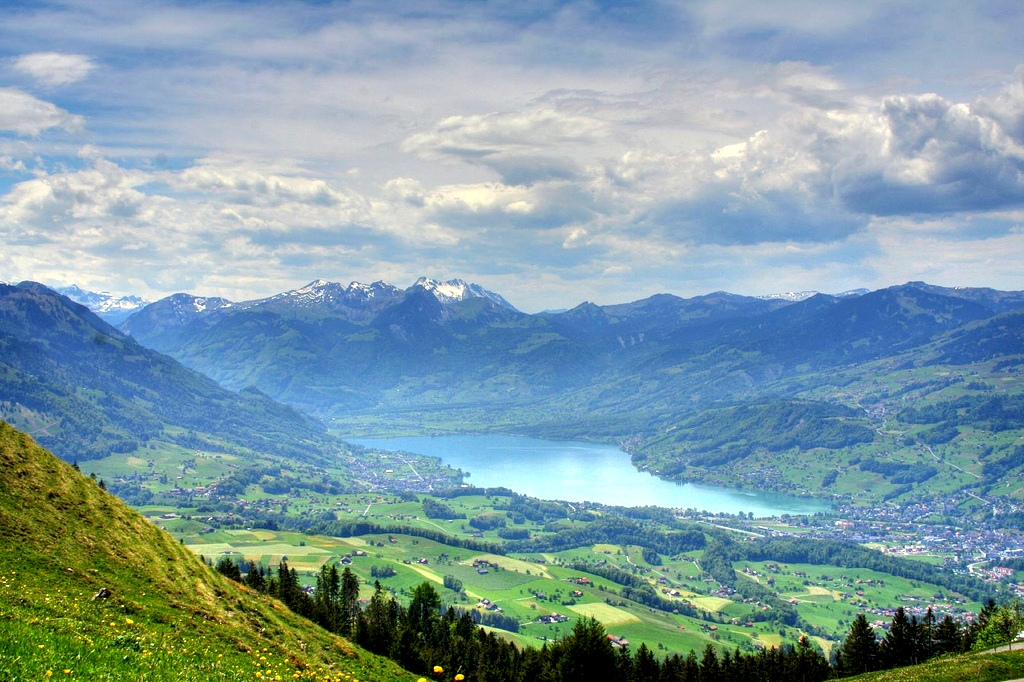
Blick in südlicher Richtung über den Sarnersee

Das Sarneraatal ist das Haupttal des Kantons Obwalden in der Zentralschweiz. Es erstreckt sich vom Brünigpass auf 1008 m ü. M. etwa 30 Kilometer in nordöstlicher Richtung bis zur Acheregg bei Stansstad, wo der Alpnachersee auf 434 m ü. M. in den Vierwaldstättersee mündet. Das Tal wird von der Sarneraa durchflossen.

## Geografie
Beginnend beim Brünigpass auf 1008 m ü. M. ist das Tal zunächst relativ schmal und fällt über den Brünigboden (wegen der Burgkapelle auch Chäppeli genannt) ab bis auf eine Höhe von etwa 700 m ü. M. Dort folgt eine etwa vier Kilometer lange Zwischenhöhe mit Lungern und dem Lungerersee. Vom Brünigpass bis zur Burgkapelle versickert das Oberflächenwasser. Der grösste Zulauf des Lungerersees ist der Lungerer Lauibach, in Fliessrichtung links des Brünigpasses. Er bildet damit den Oberlauf der Sarneraa. Der Ablauf des Lungerersees erfolgt seit dem frühen 19. Jahrhundert durch Stollen.
Nach dem Lungerersee fällt das Gelände bei Kaiserstuhl in einer zweiten Stufe ab zum eigentlichen Talboden, der bei Giswil auf 484 m ü. M. beginnt. Im weiteren Verlauf durchfliesst die Sarneraa den Sarnersee und den Wichelsee und mündet schliesslich in den Alpnachersee, eine Bucht des Vierwaldstättersees. Im gleichen Sinne folgen die Talorte Sachseln, Sarnen, Kägiswil, Alpnach und Alpnachstad.
Die Mündung des Alpnachersees in den Vierwaldstättersee bildet das untere Ende des Tals. Hier schiebt sich der Lopper von Westen vom Pilatus her kommend wie ein Riegel in das Tal und schirmt es dadurch von der dahinterliegenden Horwerbucht des Vierwaldstättersees ab. Im Osten bildet Stansstad das Talende. Im weiteren Sinne können auch der Pilatus und das Stanserhorn als nördliche Begrenzungsberge des Tals betrachtet werden, da diese von weit her sichtbar den Alpnachersee nach Westen und Osten begrenzen.
Seitentäler sind auf der rechten (östlichen) Talseite das Kleine Melchtal und das Melchtal mit der Ranftschlucht. Auf der linken (westlichen) Talseite münden die Taleinschnitte des Giswiler Lauibachs, der Grossen Schliere und der Kleinen Schliere in das Sarneraatal.
An der östlichen Talflanke liegt auf der Älggi-Alp der geografische Mittelpunkt der Schweiz.

### Fliesswege
Obwohl von den zulaufenden Tälern das des Lungerersees als tiefstgelegenes das Haupttal darstellt, haben die Gewässer anderer Täler längere Fliesswege: Den längsten hat das Melchtal mit der Grossen Melchaa, vom hinteren Ende des Tannensees bis zum Ausfluss des Sarnersees braucht das Wasser über 23 km. Aus den längsten Quellbächen des Giswiler Lauibachs (auch: Laui) sind es über 19 km, von der Quelle des Lungerer Lauibachs (auch kurz Laui Lungern) sind es unter 19 km, von der Quelle auf der Summerweid unter dem Brünigpass sogar nur 15 km, streckenweise durch natürliche Versickerung unterirdisch.

## Meteorologie
Das Sarneraatal gilt als eines der typischen Föhntäler der Schweiz, da es im Wesentlichen in Süd-Nord-Richtung verläuft.